# Tripi
Tripi es una localidad situada en la ciudad metropolitana de Mesina, en Sicilia, Italia. Tiene una población estimada, a fines de septiembre de 2022, de 739 habitantes.
Fue fundada donde estuvo la ciudad de Abaceno, una antigua colonia griega. Se extiende en un área de 54.67 km² y su densidad de población es de 13.43 hab./km².
Limita con Basicò, Falcone, Francavilla di Sicilia, Furnari, Mazzarrà Sant'Andrea, Montalbano Elicona y Novara di Sicilia.

## Evolución demográfica
| Gráfica de evolución demográfica de Tripi entre 1861 y 2022 |
|                                                             |
| Fuente: ISTAT - Elaboración gráfica por Wikipedia           |